# Парламентские выборы в Кыргызстане (2020)
Парламентские выборы в Кыргызстане 2020 года — очередные выборы в Жогорку Кенеш Кыргызской Республики, прошедшие 4 октября. 6 октября на фоне протестов Центральная комиссия по выборам и проведению референдумов Киргизской Республики признала недействительными итоги голосования.

## Участники
Для участия в выборах Центральной комиссией по выборам и проведению референдумов Киргизской Республики были допущены только 16 из свыше 220 официально зарегистрированных в республике политических партий. Именно 16 партий выполнили все требования для полноценного участия в этих выборах.

## Результаты
Проходной барьер — 7 %.
|                              |           |       |       |       |
| Партия                       | Голосов   | В %   | Места | +/-   |
| Биримдик                     | 487 685   | 24,90 | 46    | Новая |
| Единство                     | 475 372   | 24,27 | 45    | Новая |
| Кыргызстан                   | 174 317   | 8,90  | 16    | ▼2    |
| Бутун Кыргызстан             | 141 940   | 7,25  | 13    | ▲13   |
| Мекенчил                     | 136 276   | 6,96  | 0     | Новая |
| Республика                   | 115 288   | 5,89  | 0     | 0     |
| Ата-Мекен                    | 80 279    | 4,10  | 0     | ▼11   |
| Ыйман Нуру                   | 66 747    | 3,41  | 0     | Новая |
| Бир Бол                      | 60 305    | 3,08  | 0     | ▼12   |
| Аграрная партия              | 46 568    | 2,38  | 0     | Новая |
| ky:Партия Будущего           | 42 862    | 2,19  | 0     | 0     |
| Социал-демократы             | 42 460    | 2,17  | 0     | Новая |
| Реформа                      | 32 795    | 1,67  | 0     | Новая |
| Единый Кыргызстан            | 12 468    | 0,64  | 0     | Новая |
| Демократическая партия Труда | 4395      | 0,22  | 0     | Новая |
| Партия ветеранов-афганцев    | 3459      | 0,18  | 0     | Новая |
| Против всех                  | 35 714    | 1,82  | —     | —     |
| Всего                        | 1 958 930 | 100   | 120   | —     |

## Реакция
Сразу после оглашения предварительных итогов выборов, все оппозиционные партии, не вошедшие в парламент, начали организовывать митинги по всей стране, особенно в Бишкеке, и на улицы вышли десятки тысяч их сторонников. По итогу митингующие добились отставки президента и проведения повторных выборов.